# Margerie (udde i Antarktis)
Margerie är en udde i Antarktis. Den ligger i Östantarktis. Frankrike gör anspråk på området.
Terrängen inåt land är kuperad åt sydost, men norrut är den platt. Havet är nära Margerie norrut. Trakten är obefolkad. Det finns inga samhällen i närheten. 